# Liste der Gebietsänderungen in Brandenburg
Die Liste der Gebietsänderungen in Brandenburg ist aufgeteilt in folgende Teillisten:
- Liste der Gebietsänderungen in Brandenburg (DDR)
- Liste der Gebietsänderungen in Brandenburg vor 2001
- Liste der Gebietsänderungen in Brandenburg 2001
- Liste der Gebietsänderungen in Brandenburg 2002
- Liste der Gebietsänderungen in Brandenburg 2003
- Liste der Gebietsänderungen in Brandenburg nach 2003